# 哈迪鎮區 (阿肯色州李縣)
哈迪鎮區（英語：Hardy Township）是位於美國阿肯色州李縣的一個行政鎮區。

## 地方資料
哈迪鎮區的面積為52.05平方千米，當中陸地面積為47.42平方千米，而水域面積為4.63平方千米。根據2010年美國人口普查的數據，當地共有人口11人，而人口密度為每平方千米0.21人。